# Radio Oberösterreich
Radio Oberösterreich (Radio Górna Austria) – austriacka stacja radiowa należąca do publicznego nadawcy radiowo-telewizyjnego Österreichischer Rundfunk (ORF) i pełniąca w jego sieci rolę stacji regionalnej dla kraju związkowego Górna Austria. Została uruchomiona w 1967 jako mutacja regionalna ówczesnego Ö2, od 1998 jest samodzielną rozgłośnią. Ramówka składa się z treści typowo lokalnych i regionalnych, a także muzyki, wśród której dominuje austriacki i zagraniczny pop. Stacja uważa za swoją grupę docelową wszystkich słuchaczy w wieku powyżej 35 lat. 
Stacja dostępna jest w Górnej Austrii w analogowym przekazie naziemnym. Można jej także słuchać on-line oraz w niekodowanym przekazie z satelity Astra 1L. 